# 1954
- Wikisource

- Wikisource

| Calendário gregoriano                                                        | 1954 MCMLIV                         |
| Ab urbe condita                                                              | 2707                                |
| Calendário arménio                                                           | 1403 – 1404                         |
| Calendário bahá'í                                                            | 110 – 111                           |
| Calendário budista                                                           | 2498                                |
| Calendário chinês                                                            | 4650 – 4651 Início a 3 de fevereiro |
| Calendário copta                                                             | 1670 – 1671                         |
| Calendário etíope                                                            | 1946 – 1947                         |
| Calendários hindus - Vikram Samvat - Calendário nacional indiano - Cáli Iuga | 2009 – 2010 1875 – 1876 5054 – 5055 |
| Calendário Holoceno                                                          | 11954                               |
| Calendário islâmico                                                          | 1374 – 1375                         |
| Calendário judaico                                                           | 5714 – 5715 Início a 28 de setembro |
| Calendário persa                                                             | 1332 – 1333 Início a 21 de março    |
| Calendário rúnico                                                            | 2204                                |
| Calendário solar tailandês                                                   | 2497                                |

1954 (MCMLIV, na numeração romana) foi um ano comum do século XX que começou numa sexta-feira, segundo o calendário gregoriano. A sua letra dominical foi C. A terça-feira de Carnaval ocorreu a 2 de março e o domingo de Páscoa a 18 de abril. Segundo o horóscopo chinês, foi o ano do Cavalo, começando a 3 de fevereiro.

| Evento                                                   | Data            | Hora  |
| -------------------------------------------------------- | --------------- | ----- |
| Aquário                                                  | 20 de janeiro   | 14:12 |
| Peixes                                                   | 19 de fevereiro | 04:33 |
| primavera no hemisfério norte e outono no hemisfério sul |                 |       |
| Carneiro/equinócio                                       | 21 de março     | 03:54 |
| Touro                                                    | 20 de abril     | 15:20 |
| Gémeos                                                   | 21 de maio      | 14:48 |
| verão no hemisfério norte e inverno no hemisfério Sul    |                 |       |
| Caranguejo/solstício                                     | 21 de junho     | 22:55 |
| Leão                                                     | 23 de julho     | 09:45 |
| Virgem                                                   | 23 de agosto    | 16:36 |
| Outono no Hemisfério Norte e Primavera no Hemisfério Sul |                 |       |
| Balança/equinócio                                        | 23 de setembro  | 13:56 |
| Escorpião                                                | 23 de outubro   | 22:57 |
| Sagitário                                                | 22 de novembro  | 20:15 |
| inverno no hemisfério norte e verão no hemisfério sul    |                 |       |
| Capricórnio/solstício                                    | 22 de dezembro  | 09:25 |

| UTC: Portugal Continental, Madeira, Guiné-Bissau e São Tomé e Príncipe Subtrair (-): 1 h nos Açores e Cabo Verde 2 h nas Ilhas oceânicas brasileiras 3 h em Brasília, em Goiás, na Amazônia Oriental Brasileira e no nordeste, sudeste e sul brasileiros 4 h na Amazônia Ocidental Brasileira, Mato Grosso e Mato Grosso do Sul 5 h no Acre e sudoeste do Amazonas Adicionar (+): 1 h em Angola e Guiné Equatorial 2 h em Moçambique 8 h em Macau 9 h em Timor-Leste. |
| Adicionar uma hora durante a vigência do horário de verão: Portugal Continental : De 4 de abril a 3 de outubro de 1954 |

| Ano completo                       |
| ---------------------------------- |
| Ano comum com início à sexta-feira |

## Eventos

### Janeiro
- 28 de janeiro - Fundação da Confederação Nacional do Transporte – CNT do Brasil.

### Maio
- 4 de maio - Golpe Militar sobre o governo do Paraguai.
- 15 de maio - Fundação organização União Latina.

### Junho
- 16 de junho a 4 de Julho - Copa do Mundo FIFA de 1954, ocorre na Suíça, onde a Seleção Alemã de Futebol torna-se campeã pela primeira vez.

### Agosto
- 5 de agosto - Atentado da rua Tonelero: Resulta no assassinato do major Rubens Florentino Vaz, da Força Aérea Brasileira (FAB), durante tentativa de assassinato do jornalista Carlos Lacerda. No mesmo dia, as investigações revelam a participação de membro da guarda pessoal do Presidente Getúlio Vargas no Atentado.
- 8 de agosto - Atentado da rua Tonelero: Após Gregório Fortunato, chefe da guarda pessoal do Presidente, confessar ser o mandante do crime, a Aeronáutica assume o comando das investigações. A guarda pessoal do Presidente é extinta.
- 12 de agosto - Em sua coluna na Tribuna da Imprensa, Carlos Lacerda sugere que os militares exijam a renúncia de Getúlio Vargas.
- 13 de agosto - Capturado, Alcino João Nascimento, pistoleiro contratado para auxiliar no Atentado, revela que Benjamin Vargas, o irmão do Presidente, era o mandante do crime.
- 17 de agosto - Capturado Climério Euribes de Almeida, o membro da guarda pessoal que participou do Atentado.
- 22 de agosto - Manifesto dos Generais: 19 generais do Exército Brasileiro assinam o manifesto que exigia a renúncia de Vargas.
- 23 de agosto - Vargas se reúne com seus ministros para analisar a crise política que se instaurou após o Atentado. Decide-se que o Presidente entrará de licença até o fim das investigações.
- 24 de agosto - Militares não aceitam o acordo e exigem a renúncia. No Palácio do Catete, Getúlio Vargas suicida-se com um tiro no coração. O vice Café Filho torna-se o 18º Presidente do Brasil.
- 25 de agosto - A morte de Vargas causa grande comoção pública no Brasil, surpreendendo seus opositores.[1]

### Dezembro
- Dezembro - Chefes militares divulgam documento onde apoiam para as eleições presidenciais de 1955 uma candidatura única de "união nacional", visando apaziguar a crise política nacional.
- 1 de dezembro - Inauguração do Estádio da Luz do clube Sport Lisboa e Benfica, na altura, o maior da Europa e o terceiro do Mundo.
- 8 de dezembro - Fundação da cidade de Mauá.

## Nascimentos
- c.  - Laika, cachorro, primeiro ser vivo a orbitar o Planeta Terra.
- 14 de janeiro - Nelson Machado Filho, dublador brasileiro.
- 18 de fevereiro - John Travolta, ator norte-americano
- 23 de fevereiro - Viktor Yushchenko, político ucraniano.
- 4 de março - François Fillon, político francês.
- 7 de março - Rosannah Fiengo, cantora brasileira.
- 24 de março - Rafael Orozco Maestre, cantor colombiano.
- 14 de abril - Katsuhiro Otomo, autor de mangás e diretor de cinema.
- 18 de abril - Sheila Gama, atual prefeita de Nova Iguaçu
- 30 de junho - Serj Sargsyan, presidente da Arménia desde 2008.
- 10 de julho - Lim Kay Tong, ator singapurense.
- 17 de julho - Angela Merkel, política alemã.
- 28 de julho - Hugo Chávez, presidente da Venezuela (m. 2013).
- 17 de agosto - Andrés Pastrana, Presidente da República da Colômbia de 1998 a 2002.
- 31 de agosto - Robert Kocharian, presidente da Arménia de 1998 a 2008.
- 1 de setembro - Filip Vujanović, presidente de Montenegro.
- 7 de setembro - Shirley Carvalhaes, cantora, compositora de música gospel brasileira.
- 21 de setembro - Shinzo Abe, político japonês (m. 2022).
- 14 de novembro - Condoleezza Rice, secretária de Estado dos EUA.
- 23 de dezembro - Daniel Nicoletta, ativista dos direitos LGBT e fotógrafo americano.
- 24 de dezembro - José María Figueres Olsen, presidente da Costa Rica de 1994 a 1998.
- 25 de dezembro - Manuel Luís Goucha, apresentador televisivo português.

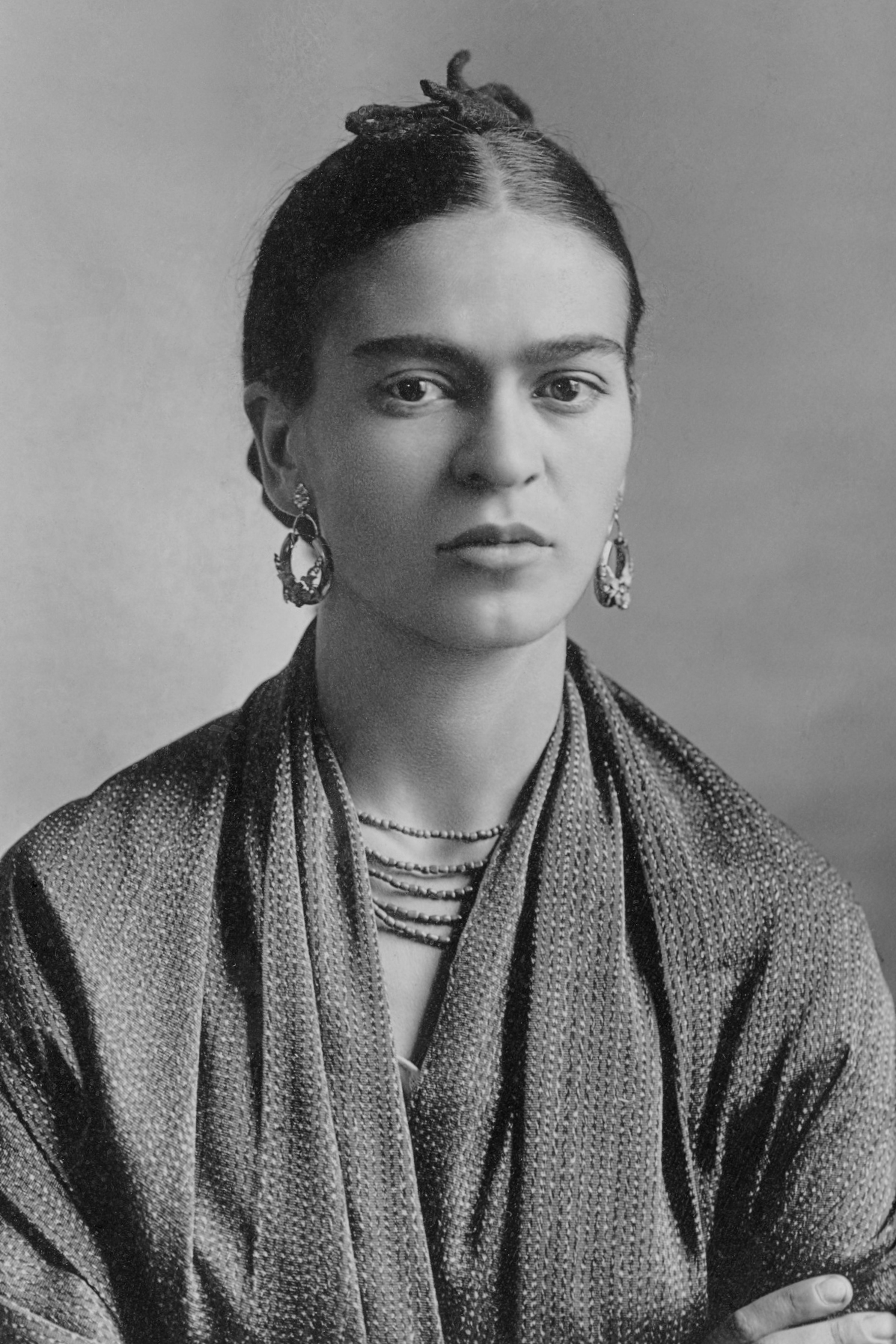
Frida Kahlo, pintora mexicana (1907 - 1954), fotografia de Guillermo Kahlo, seu pai.

## Mortes
- 5 de abril - Marta da Suécia, foi a princesa herdeira da Noruega como esposa do futuro rei Olavo V (n. 1901)
- 10 de abril - Auguste Lumière, um dos irmãos Lumière (n. 1862)
- 18 de abril - Fiel da Fonseca Viterbo, arquiteto e monárquico português (n. 1873)
- 28 de abril - Léon Jouhaux, francês vencedor do Nobel da Paz em 1951 (n. 1879)
- 14 de maio - Heinz Guderian, general alemão e principal teórico da utilização de forças blindadas em batalha, na Segunda Guerra Mundial (n. 1888).
- 7 de junho -  Alan Turing, matemático, cientista da computação, lógico, criptoanalista, filósofo e biólogo teórico britânico (n. 1912).
- 4 de julho - Lucia Ripamonti, freira italiana e beata da igreja catòlica (n. 1909).
- 6 de julho - Julio Acosta García, presidente da Costa Rica de 1920 a 1924 n.(1876).[2]
- 13 de julho - Frida Kahlo, pintora mexicana (n.1907).
- 15 de julho - Tomás Monje Gutiérrez, presidente da Bolívia de 1946 a 1947 (n. 1884).[3]
- 19 de agosto - Alcide De Gasperi, primeiro-ministro da Itália de 1945 a 1953 e Presidente provisório da Itália em 1946 (n. 1881).
- 24 de agosto - Getúlio Vargas, Presidente do Brasil (n. 1882)

## Prémio Nobel
- Física - Max Born,[4] Walther Bothe[4]
- Química - Linus Carl Pauling[5]
- Medicina - John Franklin Enders,[6] Thomas Huckle Weller,[6] Frederick Chapman Robbins[6]
- Literatura - Ernest Hemingway[7]
- Paz - Alto Comissariado das Nações Unidas para os Refugiados.[8]

## Epacta e idade da Lua
| Epacta gregoriana | 29 (XXIX) |
| Idade da Lua      | Letra P   |

## Por tema
- 1954 na arte
- 1954 no Brasil
- 1954 na ciência
- 1954 no cinema
- 1954 no desporto
- 1954 no jornalismo
- 1954 na literatura
- 1954 na música
- 1954 na política
- 1954 na rádio
- 1954 no teatro
- 1954 na televisão